# Harg (Östhammar)
Harg is een plaats in de gemeente Östhammar in het landschap Uppland en de provincie Uppsala län in Zweden. De plaats heeft 91 inwoners (2005) en een oppervlakte van 33 hectare.